# Semi-deserto e deserto del golfo Persico
Il semi-deserto e deserto del golfo Persico è un'ecoregione dell'ecozona paleartica, definita dal WWF (codice ecoregione: PA1323).

## Territorio
L'ecoregione comprende parte della Provincia Orientale dell'Arabia Saudita, inclusa l'intera linea costiera lungo il golfo Persico, nonché l'isola di Bahrein, la costa del Qatar e una piccola striscia di costa appartenente all'emirato di Abu Dhabi (Emirati Arabi Uniti). A nord, comprende inoltre gran parte del Kuwait. Dal Kuwait una sua propaggine si allunga a sud nell'interno, verso il grande deserto sabbioso che ricopre l'intera Arabia meridionale, il Rub' al-Khali.
L'ecoregione è costituita essenzialmente da una pianeggiante distesa desertica che dalla costa del golfo Persico si estende ad ovest, nell'interno, fino al deserto di al-Dahna, un'area dove alte dune rosso-brunastre si innalzano dalle pianure circostanti. Dal punto di vista geologico è formata da depositi sedimentari marini depositatisi nel corso del tardo Cenozoico, quando l'area fu soggetta a intermittenti sommersioni e deposizioni di sedimenti. La geologia di questa zona è nettamente diversa dall'antico complesso di rocce ignee e metamorfiche che formano la metà occidentale della penisola arabica. Rompono la monotonia del paesaggio alcune formazioni sedimentarie, anche se tutte sono notevolmente erose.
La propaggine interna che si estende verso sud nel Rub' al-Khali è una distesa desertica formata da sabbie trasportate dal vento. La sabbia si accumula alla base delle piante, formando delle collinette note come dikakah che possono anche essere particolarmente numerose in alcuni tratti dell'entroterra. La costa, frastagliata, è caratterizzata da depressioni poco profonde colmate da depositi di sale, o sebkha. Le sebkha vicine alla costa possono essere inondate durante l'alta marea o a seguito di forti venti. Le distese di fango intertidali e le paludi salmastre sono generalmente più estese di quelli presenti lungo la costa del mar Rosso. Le sabbie costiere presentano una colorazione più bianca di quelle rosse che caratterizzano i deserti di al-Dahna e del Rub' al-Khali. Ciò è dovuto al fatto che queste sabbie derivano dall'erosione di formazioni di calcare e arenaria contenenti al loro interno conchiglie microscopiche.
Nell'interno si trova un gran numero di sorgenti artesiane, che formano importanti oasi le cui acque relativamente dolci consentono la coltivazione di vaste aree, specialmente a palma da dattero. A queste si sono aggiunti numerosi pozzi artificiali che si affacciano sulle falde acquifere sottostanti. Queste oasi e simili zone di afflusso idrico consentono la crescita di canne (quali Phragmites e Typha spp.) e favoriscono lo sviluppo di alberi piantati dall'uomo come Tamarix aphylla e Prosopis juliflora. Questi a loro volta creano importanti habitat per uccelli e altri animali selvatici, come la rana verde maggiore (Pelophylax ridibundus) e la tartaruga palustre del Caspio (Mauremys caspica).
Il clima dell'ecoregione è caratterizzato da estati lunghe, calde e prive di piogge con prevalenza di venti settentrionali, che spesso provocano tempeste di sabbia. La piovosità media annua è di circa 75 mm; le piogge cadono soprattutto in dicembre e gennaio, ma sono molto imprevedibili e talvolta cadono sotto forma di forti acquazzoni localizzati. In alcune zone la piovosità può raggiungere valori compresi tra i 75 e i 150 mm. Le temperature variano tra i 23 °C in inverno e i 35 °C in estate, ma sono stati registrati anche picchi di 50 °C. Lungo la costa l'umidità è straordinariamente elevata, e in estate raggiunge spesso il 90%.

## Flora
La vegetazione è caratterizzata da un sottile strato di piccoli arbusti, ciuffi d'erba e, occasionalmente, da boschetti di arbusti più grandi, come le tamerici. La varietà è limitata, e la regione è dominata da un piccolo numero di piante. Sono state identificate due associazioni vegetali: una formazione di Haloxylon salicornicum, di tipo sub-sudanese, nell'interno, e un mosaico di H. salicornicum e Suaeda aegyptiaca. Le specie di arbusto più diffuse sono Rhanterium epapposum, Hammada elegans (strettamente imparentata con Haloxylon salicornicum) e Calligonum comosum. Tra le erbe le principali sono Panicum turgidum e Stipa capensis, mentre tra i carici è molto comune Cyperus conglomeratus. In Kuwait, scarse precipitazioni annue di 115 mm consentono lo sviluppo di una stentata boscaglia di arbusti, erbe perenni ed effimere primaverili con prevalenza di Cyperus conglomeratus, Rhanterium epapposum e Haloxylon salicornicum. Le piante maggiormente tolleranti al sale appartengono alla famiglia Chenopodiaceae. Nelle distese di fango lungo la costa e sulle isole è presente la mangrovia nera (Avicennia marina).

## Fauna
In Qatar e Bahrein la fauna terrestre è molto scarsa, e gli endemismi, se presenti, sono rarissimi. La maggior parte del Qatar, con le sue distese desertiche e una vegetazione molto scarsa, ospita solamente un'avifauna rara e limitata a poche aree. Delle 255 specie registrate nel Paese, 78 sono visitatori invernali e 104 migratori regolari. Si ritiene che il Bahrain fosse rimasto unito all'Arabia fino al 6000 a.C., e il suo successivo isolamento è stato indicato come il motivo principale della scarsità di specie di mammiferi ivi presenti.
La zona costiera, con le sue distese di fango intertidali e le isole al largo, costituisce un importante sito di nidificazione per gli uccelli marini ed altre specie migratrici: questo vale in particolare per l'Arabia Saudita, che costituisce una sorta di ponte di terra che collega l'Africa con l'Eurasia. Una località della baia di Tarut è considerata il più importante sito di svernamento per i limicoli e altri uccelli acquatici di tutta la costa saudita del golfo Persico, con un totale di circa 58.000 uccelli acquatici nel 1991-92 e oltre 20.000 nell'aprile-maggio 1991. L'ubara asiatica (Chlamydotis macqueenii), specie minacciata a livello globale, è presente regolarmente in Bahrein come specie di passo autunnale e come rara visitatrice invernale nel deserto della parte meridionale dell'isola.
Il settore di costa del golfo Persico che ricade in questa ecoregione è particolarmente importante per lo svasso piccolo (Podiceps nigricollis), lo svasso maggiore (P. cristatus), il cormorano di Socotra (Phalacrocorax nigrogularis), il gambecchio frullino (Limicola falcinellus) e la sterna di Saunders (Sternula saundersi). La popolazione nidificante di cormorano di Socotra presente in quest'area supera le 220.000 coppie, un numero pari ad oltre il 95% della popolazione globale.
Nell'entroterra si trovano cerchi isolati di verde, particolarmente suggestivi se visti dall'alto, in zone altrimenti ricoperte da sterile deserto. Sono siti di coltivazione intensiva di erba medica e di grano invernale, irrigati con acqua artesiana spruzzata da enormi bracci che ruotano intorno ad un perno centrale. I migratori che attraversano il deserto sono attratti dal verdeggiare di questi siti, che costituiscono gli unici siti di nidificazione conosciuti nella Provincia Orientale di quaglia comune (Coturnix coturnix), grandule del Senegal (Pterocles senegallus) e averla maggiore (Lanius excubitor).
Il raro sciacallo asiatico (Canis aureus aureus) vive in questa ecoregione, ma sono ben poche le testimonianze recenti che ne confermano la presenza. Mammiferi caratteristici dell'ecoregione sono la volpe rossa (Vulpes vulpes), la lepre del Capo (Lepus capensis) e il riccio del deserto (Paraechinus aethiopicus).

## Conservazione

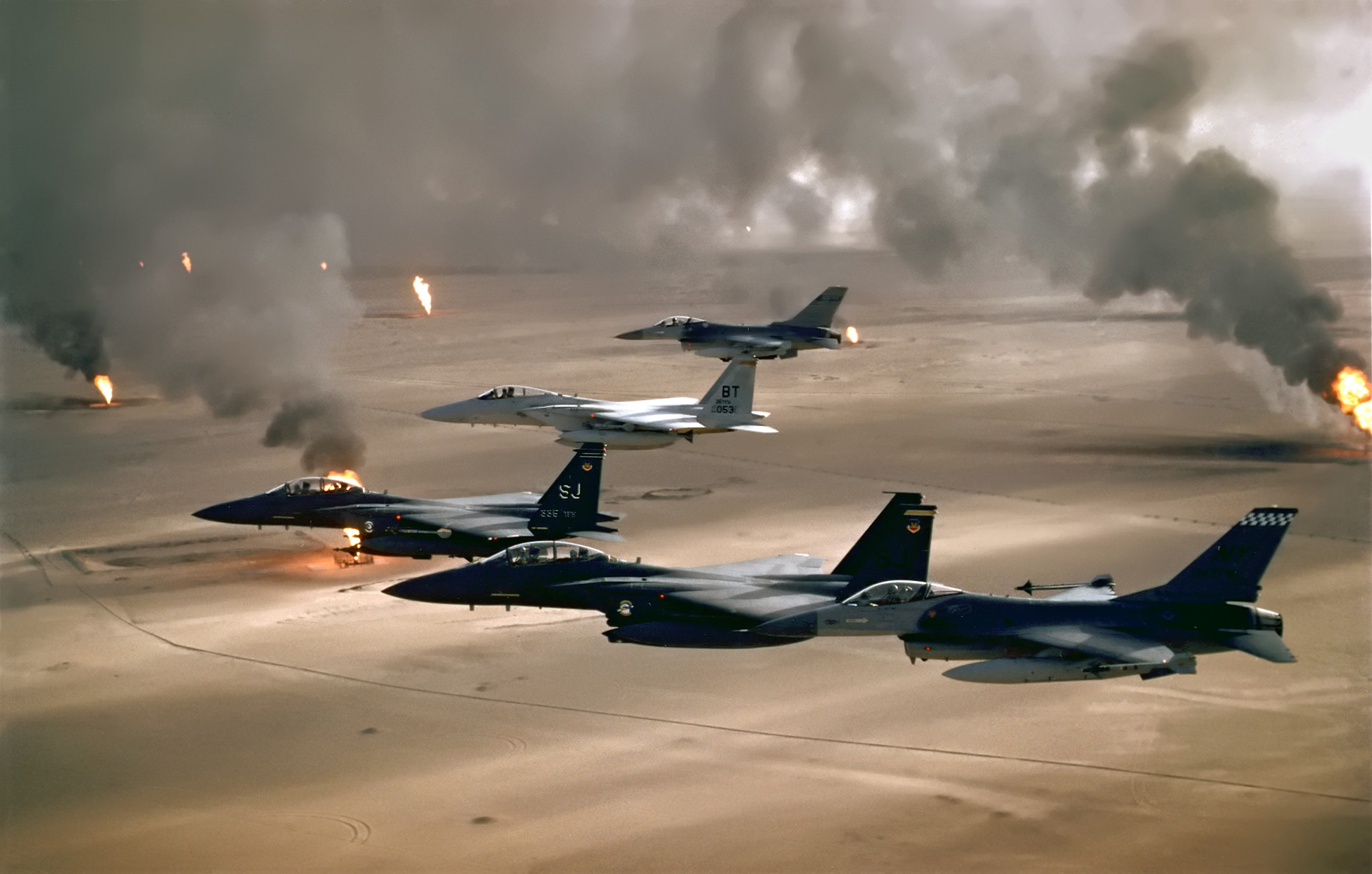
Squadrone di aerei si allontana dopo aver colpito un pozzo petrolifero kuwaitiano nel 1991. La guerra del Golfo ha reso più fragile l'ecoregione

L'intera linea costiera di 1200 km di questa ecoregione è vulnerabile alle fuoriuscite di petrolio di una certa entità. Il cormorano di Socotra è uno degli uccelli che vengono rinvenuti morti con maggior frequenza lungo le coste del Bahrein in seguito agli sversamenti di greggio. Il pascolo incontrollato di cammelli, capre e pecore è una minaccia costante per la vegetazione dell'area. In alcune aree anche le mangrovie sono minacciate dal brucare dei cammelli. La presenza di pescatori, turisti (campeggiatori e subacquei) e militari disturba la fauna selvatica lungo alcuni tratti di costa e sulle isole. Tuttavia, in alcune località i militari hanno recintato alcuni siti, proteggendone così indirettamente la vegetazione e preservandola dalle pressioni degli animali da pascolo. Un'ulteriore minaccia è dovuta ai topi, in particolare quando il loro picco di popolazione coincide con la stagione di nidificazione delle sterne sulle isole coralline saudite del Golfo. La bonifica delle terre e il dragaggio delle zone umide minacciano vari siti sull'isola di Bahrein.